# Quai de la Rapée (métro de Paris)
Quai de la Rapée est une station de la ligne 5 du métro de Paris, située dans le 12e arrondissement de Paris.

## Situation
La station se trouve en extérieur entre le pont routier Morland et la voie Georges-Pompidou, au nord-ouest du quai de la Rapée, au-dessus du canal Saint-Martin dont elle surplombe l'une des écluses débouchant sur la Seine par un viaduc métallique à treillis, le pont-métro Morland.
En direction de Place d'Italie, un raccordement permet l'accès vers la ligne 1 du métro à la station Gare de Lyon, mais n'est plus utilisé.
Le métro rejoint la gare de Paris-Austerlitz en franchissant la Seine par le viaduc d'Austerlitz. Avant de s'engager sur ce viaduc en direction de la station de métro Gare d'Austerlitz, en travers de la gare du même nom, la voie s'enroule vers la droite autour de l'institut médico-légal (morgue) de Paris sur un viaduc hélicoïdal appelé viaduc du quai de la Rapée.

## Histoire

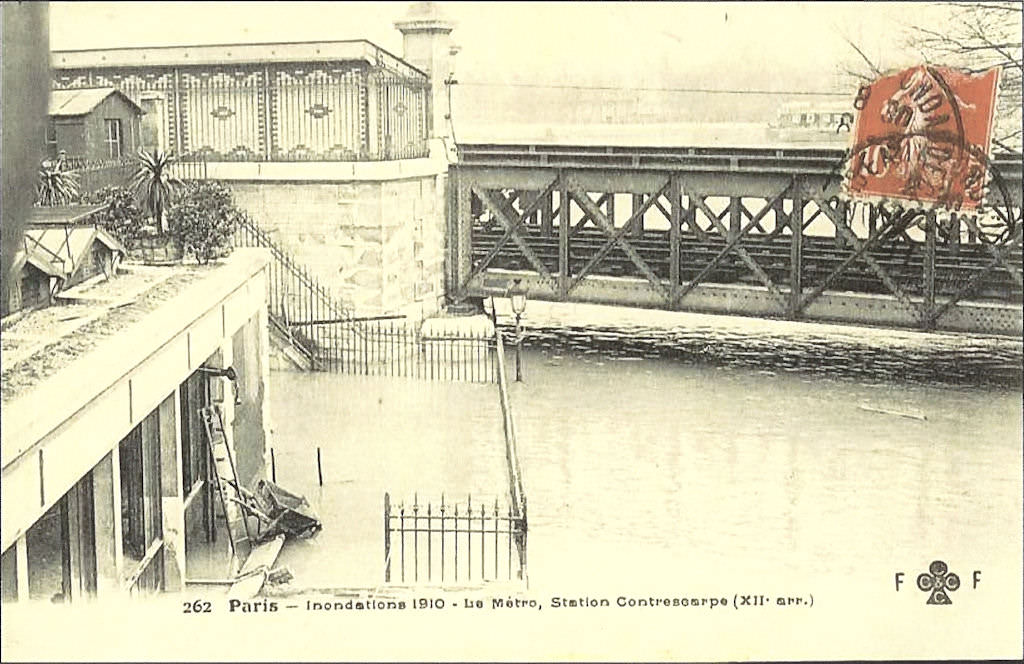
La station Contrescarpe (sic) lors de l'inondation de 1910.

Le 13 juillet 1906, la ligne 5 venant de Place d'Italie franchit la Seine par le viaduc d'Austerlitz jusqu'à la station, qui devient temporairement son terminus. À partir du 1er août, afin de faciliter les correspondances, les métros y rebroussent vers la station Gare de Lyon en utilisant une voie de service qui existe toujours. Cette exploitation dure jusqu'au 17 décembre 1906, date à laquelle la ligne est prolongée jusqu'à la station Lancry (devenue Jacques Bonsergent en 1946).
En 2019, 1 155 002 voyageurs sont entrés à cette station ce qui la place à la 288e position des stations de métro pour sa fréquentation sur 302,.
En 2020, avec la crise du Covid-19, 525 558 voyageurs sont entrés dans cette station, ce qui la place à la 286e position sur 304 des stations de métro pour sa fréquentation,.
En 2021, la fréquentation remonte progressivement, avec 798 728 voyageurs qui sont entrés dans cette station ce qui la place à la 288e position des stations de métro pour sa fréquentation sur 304,.
En décembre 2023, la station fut la première à être équipée de nouveaux afficheurs, dénommés Panneaux d'affichage métro (ou PANAM). Le renouvellement consiste à remplacer les panneaux existants (les PIQ) par des écrans similaires à ceux installés sur la ligne 14 et ainsi harmoniser l'information des voyageurs sur l'ensemble du réseau,.

### Dénomination de la station
Cette station s’appelait à l'origine Place Mazas, ancienne prison parisienne portant le nom de Jacques François Marc Mazas (1765-1805) qui fut colonel et périt à la bataille d'Austerlitz.
Elle prit ensuite le nom de Pont d'Austerlitz le 15 octobre 1907, et enfin son nom actuel le 1er juin 1916, en mémoire du commissaire des Guerres du roi Louis XV, monsieur de la Rapée, qui possédait à cet endroit une propriété et qui donna son nom au quartier.

## Services aux voyageurs

### Accès
La station dispose d'un seul accès sur la place Mazas à côté du Pont d’Austerlitz.

### Quais
Quai de la Rapée est une station de configuration standard : elle possède deux quais séparés par les voies du métro.
Le nom de la station figure sur des plaques émaillées, en lettres capitales. Les quais sont équipés de sièges bleus dans le style « Andreu-Motte ».
Quant à l'éclairage, il est assuré par des tubes fluorescents suspendus, semi-indépendants.

### Intermodalité
La station est desservie par la ligne 72 du réseau de bus RATP, et à faible distance par les lignes 24, 57, 61, 63, 77 et 91 du réseau de bus RATP et, la nuit, par les lignes N01, N02 et N31 du réseau Noctilien.

## À proximité
Depuis la station, qui est en extérieur, on voit et on accède à la Seine.
Depuis la fermeture en 1939 de la toute proche station Arsenal, la station Quai de la Rapée sert aussi à la desserte du port fluvial du port de l'Arsenal.
L’immeuble de la RATP abritant les postes de commandes centralisées (PCC) de plusieurs lignes de métro, se situe à proximité de la station sur le  Boulevard Bourdon.
La gare de Lyon se trouve à environ 600 mètres au sud-est.

## Cinéma
C'est dans cette station que se déroule une grande partie de l'intrigue du film La Grosse Caisse (1965) dans lequel Bourvil joue le rôle d'un poinçonneur, également auteur d'un roman policier.

## Galerie de photographies

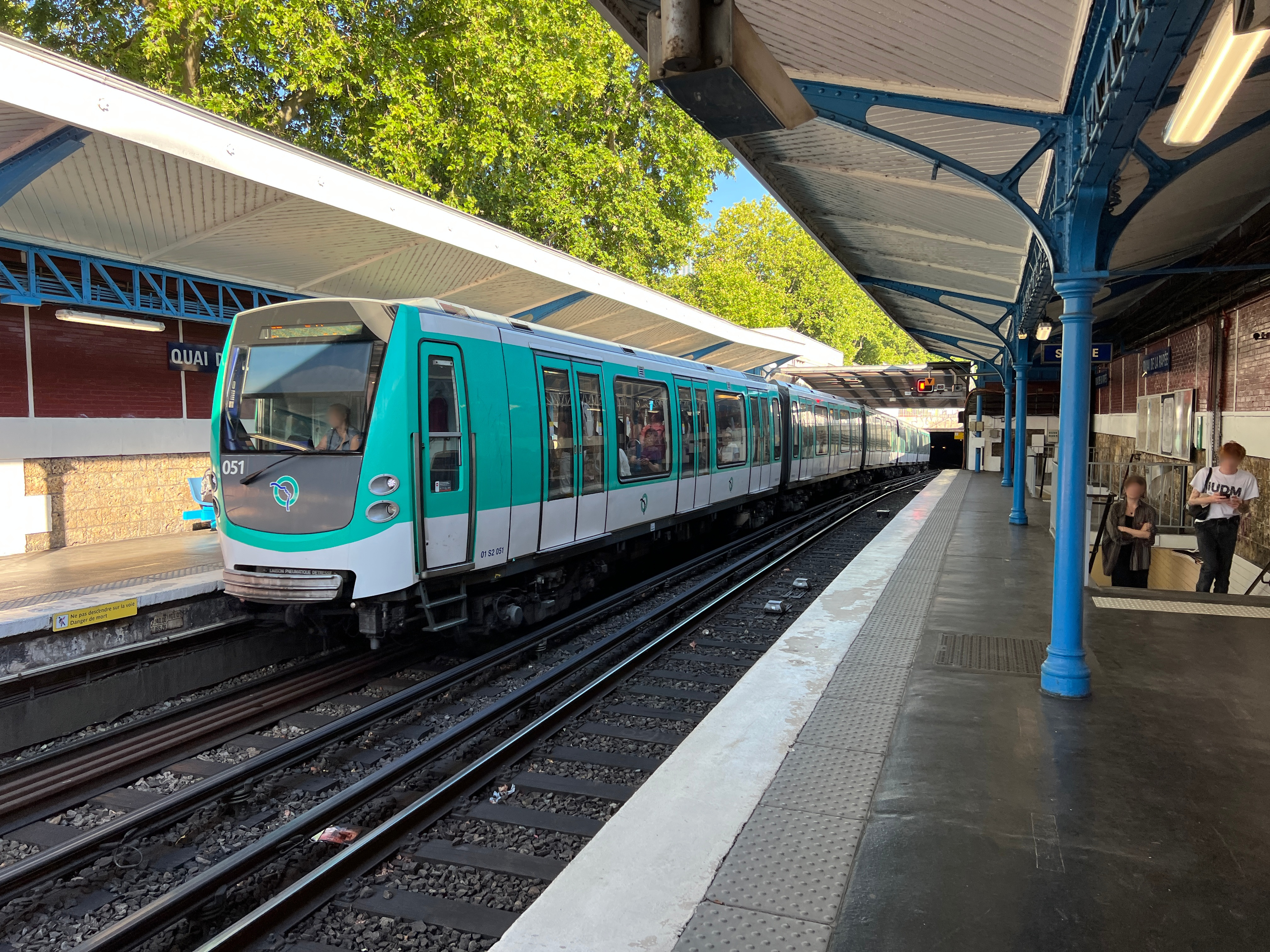
Rame MF01 direction Bobigny entrant en station.
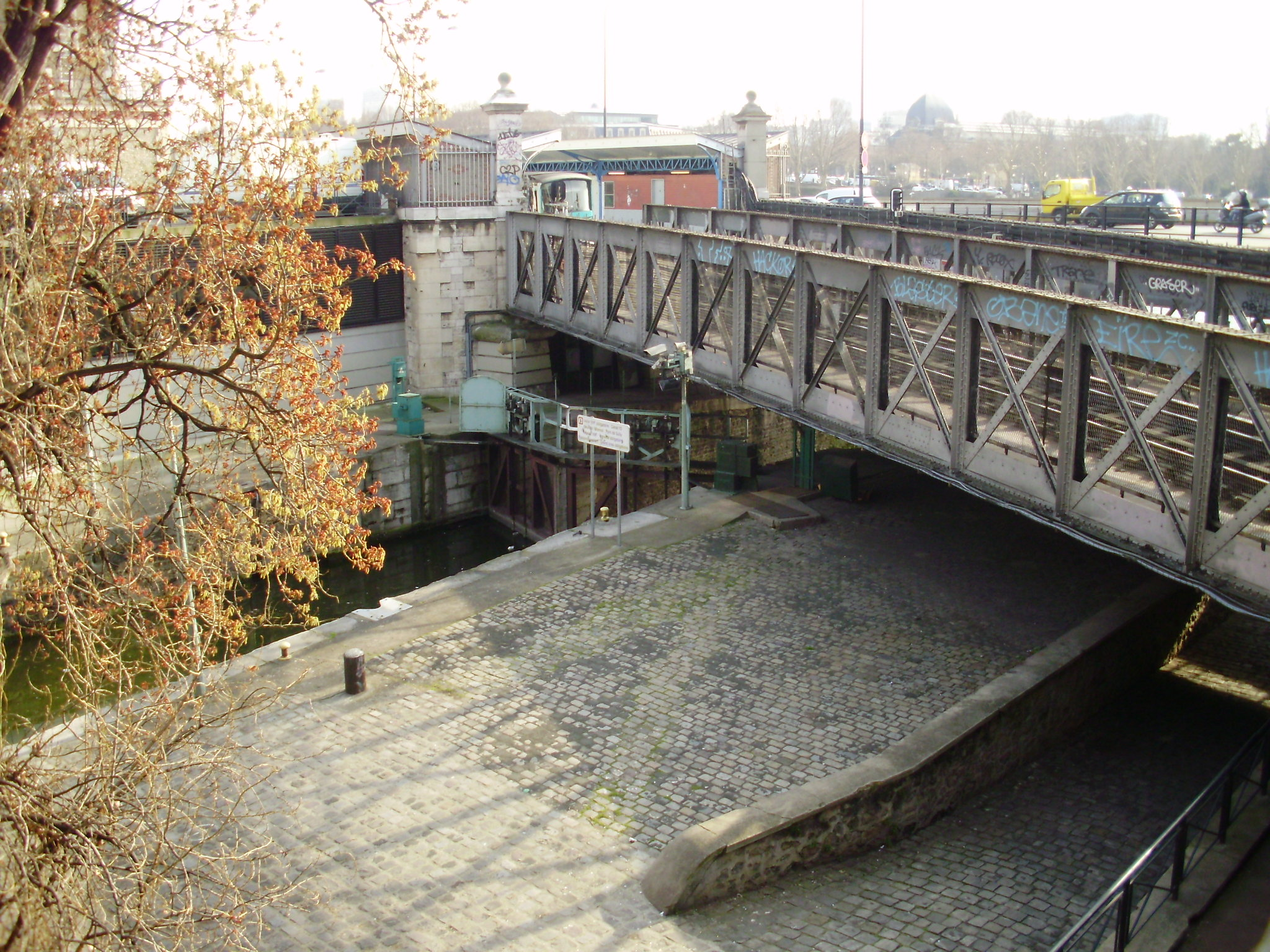
Pont-métro Morland, côté port de l'Arsenal.
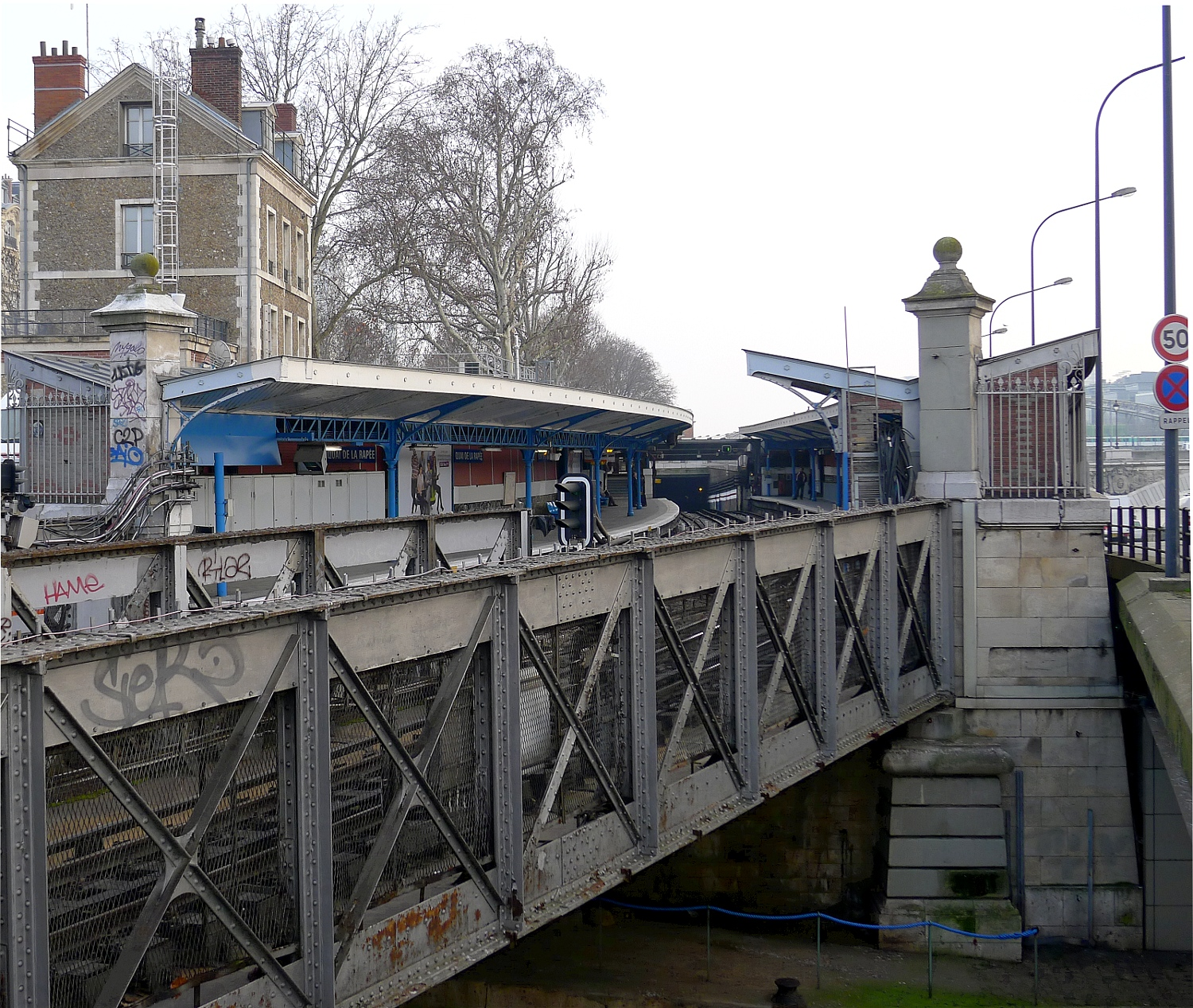
Pont-métro Morland, côté Seine.
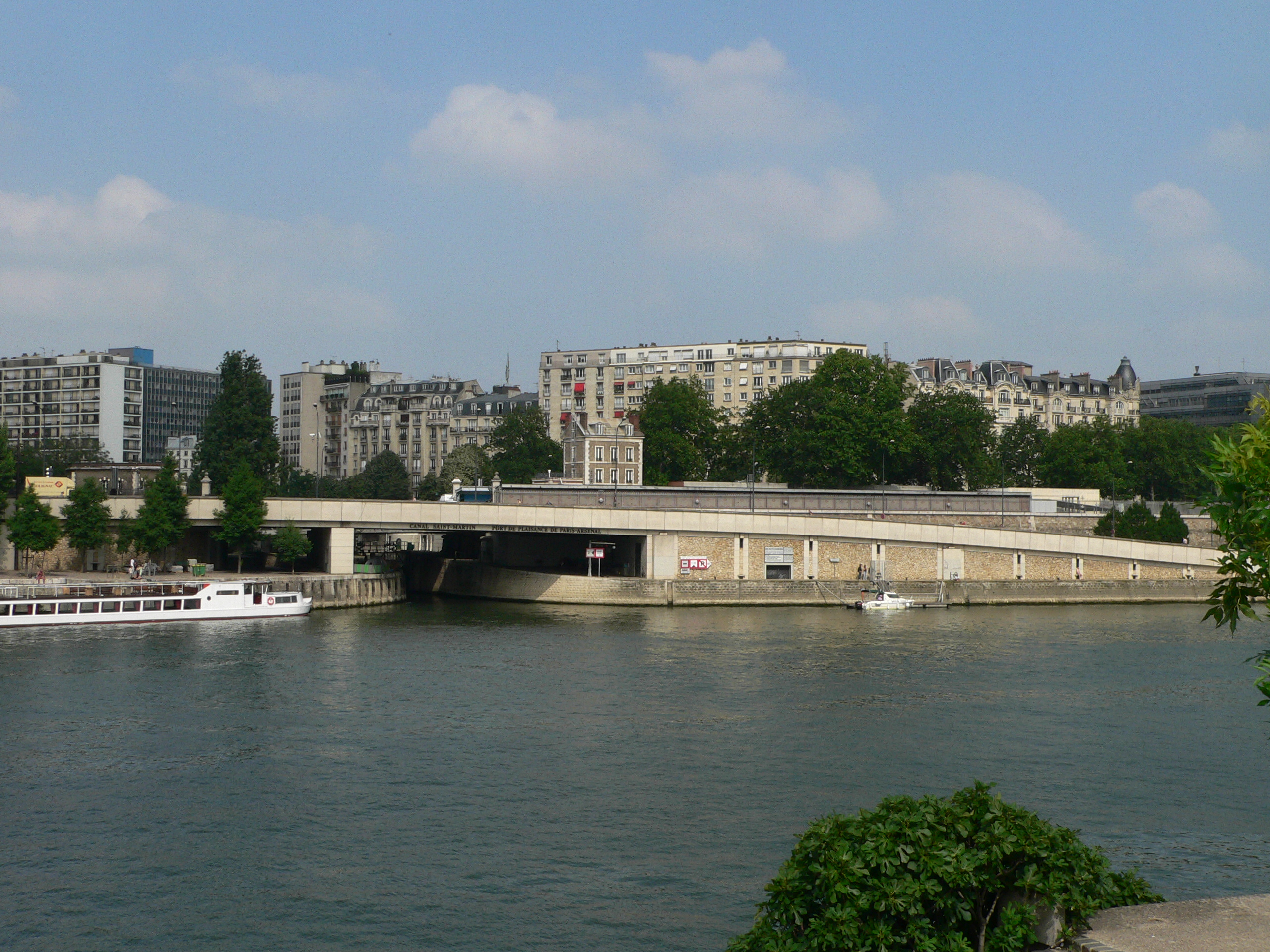
La station Quai de la Rapée, ici vue depuis l'autre rive de la Seine, est construite en travers de l'entrée du port de l'Arsenal.
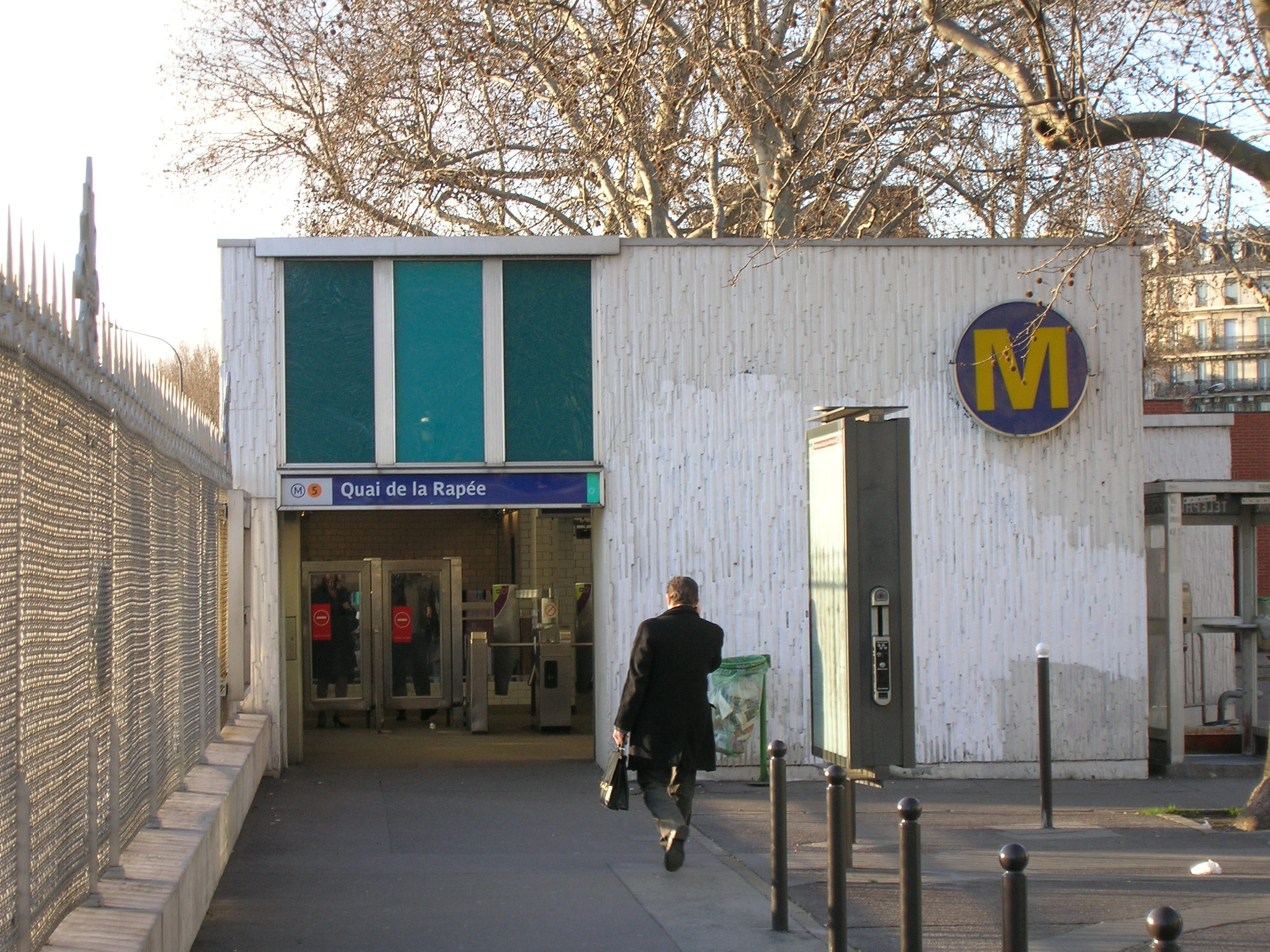
L'entrée de la station.